# École supérieure des sciences et techniques de la santé de Sfax
L'École supérieure des sciences et techniques de la santé de Sfax (ESSTSS) est un établissement universitaire tunisien, placé sous la tutelle du ministère de la Santé et géré en cotutelle avec l'université de Sfax, ayant pour mission de former des professionnels intervenant dans les différentes spécialités du domaine de la santé publique.

## Historique
L'école est créée en vertu de la loi n°89-105 du 11 décembre 1989.

## Missions
L'école a pour mission :
- la formation de base des techniciens supérieurs de la santé ;
- la formation continue du personnel paramédical, des techniciens supérieurs et des surveillants des structures de santé[2].